# مقبرة الشهداء(بوركبة)
مقبرة الشهداء بوركبة المتواجدة بأعالي جبال الونشريس بعين طارق ولاية غليزان حيث تعد من أكبر مقابر الشهداء بالجزائر التي تضم 1061 شهيد   